# Cahuzac (Lot y Garona)
 Cahuzac  es una población y comuna francesa, en la región de Aquitania, departamento de Lot y Garona, en el distrito de Villeneuve-sur-Lot y cantón de Castillonnès.

## Demografía
| 308 | 283 | 214 | 219 | 253 | 281 |
| Para los censos de 1962 a 1999 la población legal corresponde a la población sin duplicidades (Fuente: INSEE [Consultar]) |     |     |     |     |     |